# Francisco Javier Álvarez Uría
Francisco Javier Álvarez Uría (Gijón, 1º febbraio 1950) è un ex calciatore spagnolo.

## Carriera

### Club
Cresciuto tra le file del Real Oviedo, debutta prima nella Segunda División e poi, nella stagione 1972-1973, nella Liga. 
Nell'estate 1974 viene acquistato dal Real Madrid, con cui vince due scudetti ed una Coppa del Re. Tre anni più tardi passa allo Sporting Gijon, diventandone un elemento fondamentale, come dimostrano le 170 presenze in campionato.
Conclude la carriera dopo un'ultima stagione al Real Oviedo.

### Nazionale
Ha totalizzato 14 presenze con la Nazionale di calcio spagnola, esordendo nella partita Jugoslavia-Spagna (0-0) del 21 ottobre 1973. Con le Furie Rosse ha anche preso parte sia al Campionato mondiale di calcio 1978 che al Campionato europeo di calcio 1980.

## Palmarès

### Competizioni nazionali
- Coppa di Spagna: 1

Real Madrid: 1975
- Campionato spagnolo: 2

Real Madrid: 1974-1975, 1975-1976